# 岡崎登
岡崎登（日语：おかざき登，1976年12月25日—）是日本輕小說作家。出生於新潟縣。二松學舍大學文學部畢業。於2008年，以《我倆開始征服世界》獲得第四屆MF文庫J輕小說新人獎審查員特別獎。當時31歲。

## 作品
全作品MF文庫J
- 我倆開始征服世界 - 東立出版社代理發行
- 圖書館迷宮與斷章的公主 - 中文版未發行，非官方譯名
- 這間教室被不回家社占領了 - 東立出版社代理發行，廣播劇CD化、PSP遊戲化

## 備註
1. ↑  （页面存档备份，存于） （页面存档备份，存于） （页面存档备份，存于） （页面存档备份，存于）  （页面存档备份，存于） （日語）